# 天主教蘇必利爾教區
天主教蘇必利爾教區（拉丁語：Dioecesis Superiorensis）是美國一個羅馬天主教教區，屬密爾沃基總教區。成立於1905年5月3日。
範圍包括威斯康辛州西北部，教座位於蘇必利爾。2010年有教友78,826人（佔轄區總人口17.2%）、一百零五個堂區、六十九名司鐸。現任教區主教伯多祿·F·克里斯汀生。